# Hanna Rademacher
Hanna Rademacher, född som Johanna Franziska Leuchs, 15 december 1881 i Nürnberg, död 31 juli 1979 i Schmallenberg, var en tysk författare.
Hon kom som dotter till en bokförläggare tidig i kontakt med litteratur. Rademacher skev sitt första drama Odin, Tor und Freya när hon var 12 år gammal. Utöver skolan fick hon privatundervisning av en lärare i klassisk filologi. Mellan 1899 och 1902 besökte hon Münchens universitet med föreläsningar i historia, germanistik och arkeologi. Hon skrev 1901 ett drama och hennes opera Dornröschen (Törnrosa) uppfördes 1902 vid stadsteatern i Nürnberg. Vigseln med ingenjören Ernst Rademacher ägde rum 1903.
Andra verk av Rademacher som blev uppförda på scen i Tyskland är bland annat Johanna von Neapel vid stadsteatern i Leipzig (1912), Golo und Genovefa vid stadsteatern i Saarbrücken (1923), Utopia vid teatern Königsberg (1924), Willibald Pirckheimer vid stadsteatern i Bochum (1925) och Cagliostro vid slottsspelen i Benrath (1932).
Efter 1939 levde Rademacher med familjen i byn Fleckenberg i Sauerland och deltog endast tillfällig i sällskapslivet. Trots allt publicerade hon flera nya teaterstycken.